# 熊本県道170号肥後伊倉停車場田崎線
熊本県道170号肥後伊倉停車場田崎線（くまもとけんどう170ごう ひごいくらていしゃじょうたさきせん）は、熊本県玉名市を通る一般県道である。

## 概要
JR九州鹿児島本線肥後伊倉駅と国道208号を結んでいる。

### 路線データ
- 起点：熊本県玉名市伊倉北方（鹿児島本線 肥後伊倉駅付近、熊本県道167号肥後伊倉停車場線起点）
- 終点：熊本県玉名市田崎（玉名市田崎交差点、国道208号交点）

## 路線状況

### 重複区間
- 熊本県道167号肥後伊倉停車場線（玉名市伊倉北方）

## 地理

### 通過する自治体
- 玉名市

### 交差する道路
| 交差する道路                               | 交差する場所 | 交差する場所            |
| ------------------------------------------ | ------------ | ----------------------- |
| 熊本県道167号肥後伊倉停車場線 重複区間起点 | 伊倉北方     | 起点                    |
| 熊本県道167号肥後伊倉停車場線 重複区間終点 | 伊倉北方     |                         |
| 国道208号                                  | 田崎         | 玉名市田崎交差点 / 終点 |

### 交差する鉄道
- 鹿児島本線

### 沿線
- JR九州鹿児島本線 肥後伊倉駅